# Рімленд (геополітична концепція)

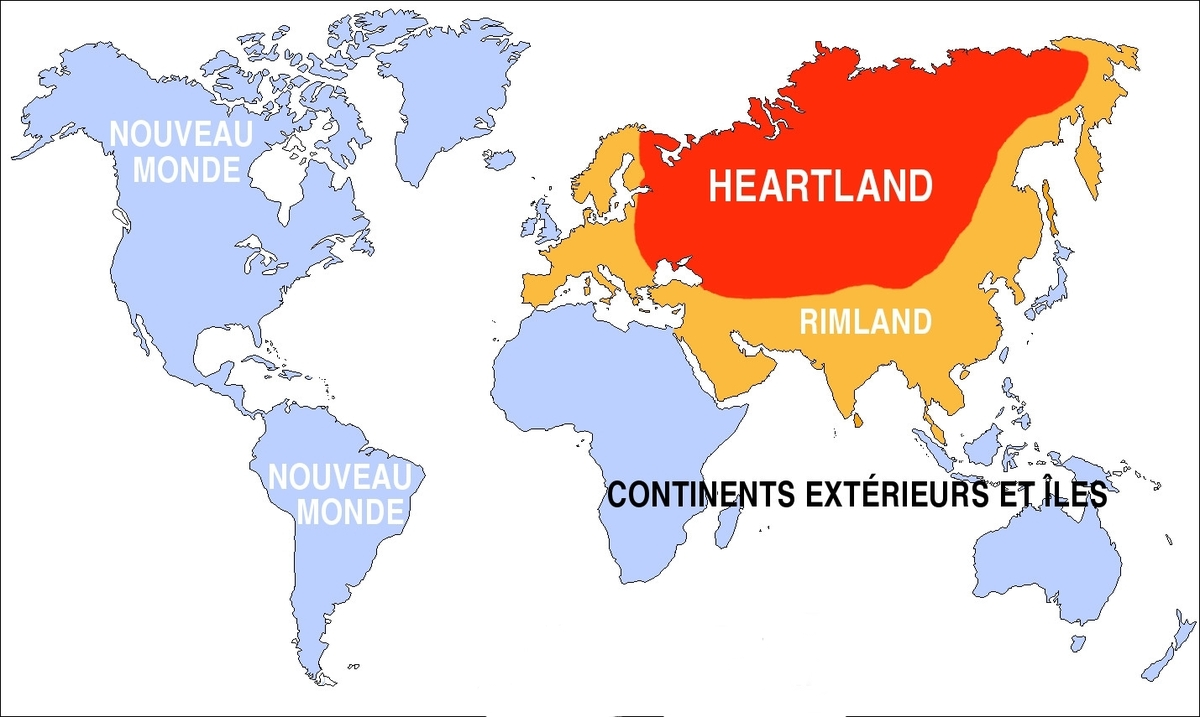
Карта світу відповідно до теорій Гартленду і Рімленду

Теорія Рімленду (англ. Rimland Theory — теорія дугової землі, також теорія периферії)  — геополітична концепція, яка каже, що ключовим регіоном для керування світом є Рімленд: дуга з країн, що розташовані між серединою Євразії і країнами Північної Америки, Південної Африки й Австралії.
Термін вперше згадується Ніколасом Спайкменом у його праці «Географія миру» (англ. The Geography of the Peace) 1944 року.

## Пояснення
Згідно зі Спайкменом, Рімленд — це дуга з країн, що розташована між Хартлендом і країнами зовнішнього півмісяця (як назвав їх Маккіндер), до цієї дуги він зарахував держави Західної Європи, Середнього Сходу, Південно-західної Азії, Китаю і Далекого Сходу разом із Британськими і Японськими островами. Країни цієї дуги, порівняно із Хартлендом, володіли більшими людськими і промисловими ресурсами, як сухопутньою, так і морською могутністю.
Спайкмен розглядав Рімленд як регіон, що виконує роль великої буферної зони між Морською і Сухопутньою силами і який має захищатися від них обох. Він писав, що найбільшою загрозою для США є ситуація, коли Рімлендом керуватиме одна сила, тому він запропонував перефразувати вислів Маккіндера на:
| Хто контролює Рімленд, той керує Євразією; хто контролює Євразію, той керує долею світу Оригінальний текст (англ.) Who controls the rimland rules Eurasia; who rules Eurasia controls the destinies of the world. |
Для підтвердження цієї тези він навів приклад Першої Французької імперії, Німецької імперії і Нацистської Німеччини як країн, що походили з Рімленду і ледь не стали світовими гегемонами.